# Квемо-Халацани
Квемо-Халацани (груз. ქვემო ხალაწანი) — село в Ахметском муниципалитетe, Грузия.
В этом селе в 1927 году родился осетинский поэт и переводчик грузинской литературы Михаил Нартикоев (осет. Нартыхты Михал). 1963–1965 годах он работал неподалёку в Думастурской средней школе преподавателем грузинского языка и литературы.

## География
Село расположено в Панкисском ущелье, недалеко от берега реки Алазани, к северу от города Ахмета.
Ближайшие населённые пункты: на севере — сёла Думастури и Джоколо, на юго-западе — село Цинубани, на юго-востоке — село Земо-Халацани и Шуа-Халацани, на западе — Дуиси.